# Skeleton nos Jogos Olímpicos de Inverno de 2022
As competições do skeleton nos Jogos Olímpicos de Inverno de 2022 foram realizadas no Centro Nacional de Pistas de Yanqing, em Pequim, entre 10 e 12 de fevereiro. Dois eventos estavam em disputa, um em cada gênero.

## Programação
A seguir está a programação da competição para os dois eventos da modalidade.
Horário local (UTC+8).
| Data            | Horário | Evento                                |
| --------------- | ------- | ------------------------------------- |
| 10 de fevereiro | 9:30    | Individual masculino – descidas 1 & 2 |
| 11 de fevereiro | 9:30    | Individual feminino – descidas 1 & 2  |
| 11 de fevereiro | 20:20   | Individual masculino – descidas 3 & 4 |
| 12 de fevereiro | 20:20   | Individual feminino – descidas 3 & 4  |

## Qualificação
Um total de 50 vagas estavam disponíveis para os atletas competirem nos Jogos, sendo 25 de cada gênero. Um máximo de seis atletas (três por gênero) poderiam ser inscritos por cada Comitê Olímpico Nacional. Em julho de 2018, o Comitê Olímpico Internacional transferiu cinco cotas masculinas para o evento feminino visando alcançar a igualdade de gênero.
A lista do ranking Mmundial de 16 de janeiro de 2022 foi usada para distribuir as vagas. Se a nação anfitriã, China, não se classificasse em nenhum evento, as equipes mais bem classificadas do país teriam a última vaga disponível.

## Medalhistas
| Evento                        | Ouro                              | Prata                          | Bronze                          |
| ----------------------------- | --------------------------------- | ------------------------------ | ------------------------------- |
| Individual masculino detalhes | Christopher Grotheer GER Alemanha | Axel Jungk GER Alemanha        | Yan Wengang CHN China           |
| Individual feminino detalhes  | Hannah Neise GER Alemanha         | Jaclyn Narracott AUS Austrália | Kimberley Bos NED Países Baixos |

## Quadro de medalhas
| Ordem | País              | Medalha de ouro | Medalha de prata | Medalha de bronze |   | Ordem por total |
| ----- | ----------------- | --------------- | ---------------- | ----------------- | - | --------------- |
| 1     | GER Alemanha      | 2               | 1                |                   | 3 | 1               |
| 2     | AUS Austrália     |                 | 1                |                   | 1 | 2               |
| 3     | CHN China         |                 |                  | 1                 | 1 | 2               |
|       | NED Países Baixos |                 |                  | 1                 | 1 | 2               |
| TOTAL | TOTAL             | 2               | 2                | 2                 | 6 | —               |